# Aurelia Gabriela Tizón de Perón
Aurelia Gabriela Tizón (Buenos Aires, 18 de marzo de 1902 - Buenos Aires, 10 de septiembre de 1938) fue una profesora y traductora argentina. Estuvo casada con el expresidente argentino Juan Domingo Perón (1895-1974).

## Biografía
Era la sexta hija de dos inmigrantes españoles, Tomasa Erostarbe y Cipriano Tizón, un fotógrafo del barrio de Palermo afiliado a la Unión Cívica Radical. Era conocida en su círculo cercano como Potota (hipocorístico de "preciosa"). Era una mujer de variados talentos: leía y traducía el inglés, dibujaba y pintaba, y tocaba la guitarra y el piano.
En 1925, siendo maestra de la Escuela N.º 2 “República de Honduras”, conoció a Juan Domingo Perón, entonces un joven oficial del Ejército Argentino. Se casaron el 5 de enero de 1929 en la Parroquia Nuestra Señora del Rosario, en una ceremonia privada. El padrino fue el entonces teniente coronel Bartolomé Descalzo.
La pareja no tuvo hijos, aunque algunas fuentes sostienen que evaluaban la posibilidad de adoptar una hija. Aurelia continuó su labor docente tras el matrimonio y acompañó a Perón en sus destinos militares, tanto en Argentina como en el exterior.
En 1938, Aurelia falleció a los 36 años, como consecuencia de un cáncer de útero. Fue inicialmente sepultada en un nicho en el Cementerio de la Chacarita, en Buenos Aires. Sin embargo, tras el matrimonio de Juan Domingo Perón con Eva Duarte en 1945, su familia —y en particular su hermana María Tizón— decidió trasladar sus restos al Cementerio El Salvador, en la ciudad de Rosario, provincia de Santa Fe
Aurelia Tizón fue poco conocida por la mayoría de los argentinos, puesto que en la época en la que estuvo casada con Juan Domingo Perón este aún no era una figura pública. 